# 6 tháng 3
Ngày 6 tháng 3 là ngày thứ 65 (66 trong năm nhuận) trong lịch Gregory. Còn 300 ngày trong năm.

## Sự kiện
- 190 – Sau khi phế truất hoàng đế thiếu niên Lưu Biện của triều Hán, Đổng Trác sai người sát hại cựu hoàng đế, dẫn đến bùng nổ chiến tranh quân phiệt trên diện rộng, mà đầu tiên là cuộc chiến chống lại ông.
- 1521 – Đoàn thám hiểm Tây Ban Nha của Fernão de Magalhães đổ bộ lên đảo Guam ở Tây Thái Bình Dương, bắt đầu thời kỳ thực dân châu Âu tại hòn đảo.
- 1834 – Thủ đô York của Thượng Canada được hợp nhất tổ chức thành Toronto, hiện là thành phố đông dân nhất tại Canada.
- 1836 – Cách mạng Texas: Trận Alamo.
- 1882 – Vương quốc Serbia được tái lập.
- 1869 – Nhà hóa học Dmitri Mendeleev trình bày Bảng tuần hoàn đầu tiên trước Hội Hóa học Nga.
- 1902 – Câu lạc bộ bóng đá Tây Ban Nha Real Madrid được chính thức thành lập.
- 1933 – Đại khủng hoảng: Tổng thống Franklin D. Roosevelt tuyên bố một "ngày nghỉ lễ ngân hàng", đóng cửa toàn bộ các ngân hàng của Hoa Kỳ và đóng băng toàn bộ các giao dịch tài chính.
- 1945 – Chiến tranh thế giới thứ hai: Bắt đầu Chiến dịch phòng ngự hồ Balaton, cuộc tấn công lớn cuối cùng của Đức.
- 1946 – Pháp và Việt Nam Dân chủ Cộng hòa ký kết Hiệp định sơ bộ, công nhận nước Việt Nam Dân chủ Cộng hòa là một quốc gia tự do trong Liên bang Đông Dương và trong Liên hiệp Pháp.
- 1953 – Malenkov kế nhiệm Stalin làm nhà lãnh đạo của Liên Xô.
- 1957 – Ghana trở thành quốc gia châu Phi Hạ Sahara đầu tiên giành độc lập từ Anh.
- 1964
  - Thủ lĩnh Quốc gia Islam Elijah Muhammad chính thức ban cho nhà vô địch boxing Cassius Clay tên gọi Muhammad Ali.
  - Konstantinos II trở thành quốc vương của Hy Lạp.
- 1965 – Chiến tranh Việt Nam, Quân đội Mỹ đổ bộ những đơn vị đầu tiên vào Cảng Đà Nẵng, Việt Nam.
- 1967 – Chiến tranh lạnh: Con gái của Stalin là Svetlana Alliluyeva đào tẩu sang phía Hoa Kỳ.

## Sinh
- 1361 – Trần Phế Đế, hoàng đế thứ 10 của nhà Trần (m. 1388).
- 1459 – Jacob Fugger, chủ ngân hàng người Đức (m. 1525)
- 1475 – Michelangelo, nghệ sĩ người Ý (m. 1564)
- 1483 – Francesco Guicciardini, chính khách, sử gia người Ý (m. 1540)
- 1495 – Luigi Alamanni, nhà thơ người Ý (m. 1556)
- 1619 – Cyrano de Bergerac, người lính, nhà thơ người Pháp (m. 1655)
- 1706 – George Pocock, đô đốc người Anh (m. 1792)
- 1716 – Pehr Kalm, nhà thám hiểm, nhà tự nhiên học người Thụy Điển (m. 1779)
- 1761 – Antoine-Francois Andreossy, tướng người Pháp (m. 1828)
- 1779 – Antoine-Henri Jomini, tướng người Pháp (m. 1869)
- 1787 – Joseph von Fraunhofer, nhà vật lý người Đức (m. 1826)
- 1806 – Elizabeth Barrett Browning, nhà thơ người Anh (m. 1861)
- 1882 – F. Burrall Hoffman, kiến trúc sư người Mỹ (m. 1980)
- 1885 – Ring Lardner, nhà văn người Mỹ (m. 1933)
- 1893 – Furry Lewis, nhạc blues nghệ sĩ đàn ghita người Mỹ (m. 1981)
- 1900 – Lefty Grove, vận động viên bóng chày người Mỹ (m. 1975)
- 1903 – nhà vǎn Nguyễn Công Hoan, Việt Nam (m.1977).
- 1904 – Joseph Schmidt, người hát giọng nam cao người Áo (m. 1942)
- 1905 – Bob Wills, ca sĩ người Mỹ (m. 1975)
- 1906 – Lou Costello, diễn viên diễn viên hài người Mỹ (m. 1959)
- 1914
  - Kiril Kondrashin, người chỉ huy dàn nhạc người Nga (m. 1981)
  - Vjekoslav Luburić, phát xít Croatia, quản lý hệ thống trại tập trung của Nhà nước Độc lập Croatia (m. 1969)
- 1915 – Pete Gray, vận động viên bóng chày người Mỹ (m. 2002)
- 1917
  - Will Eisner, người minh họa, người vẽ tranh biếm hoạ người Mỹ (m. 2005)
  - Frankie Howerd, diễn viên hài người Anh (m. 1992)
- 1925 - Wes Montgomery, nhạc sĩ người Mỹ (m. 1968)
- 1926
  - Alan Greenspan, nhà kinh tế học người Mỹ
  - Andrzej Wajda, đạo diễn phim người Ba Lan
- 1927
  - Gabriel García Márquez, nhà văn, giải thưởng Nobel người Colombia (m. 2014)
  - Gordon Cooper, nhà du hành vũ trụ (m. 2004)
- 1930 – Lorin Maazel, Mỹ người chỉ huy dàn nhạc người Pháp
- 1931 – Hal Needham, diễn viên đóng thế người Mỹ
- 1933 – Ted Abernathy, vận động viên bóng chày người Mỹ (m. 2004)
- 1934 – John Noakes, người dẫn chương trình truyền hình người Anh
- 1935 – Ron Delany, vận động viên người Ireland
- 1936
  - Bob Akin, nhà tư bản công nghiệp, người lái xe đua người Mỹ (m. 2002)
  - Marion Barry Jr., chính khách người Mỹ
- 1936 – Jean Boht, nữ diễn viên người Anh
- 1939 – Adam Osborne, tác gia, máy tính nhà thiết kế người Anh (m. 2003)
- 1940
  - Joanna Miles, nữ diễn viên người Mỹ
  - Willie Stargell, vận động viên bóng chày (m. 2001)
- 1942 – Ben Murphy, diễn viên người Mỹ
- 1944
  - Kiri Te Kanawa, ca sĩ người New Zealand
  - Mary Wilson, ca sĩ người Mỹ
- 1945 – Khánh Ly, nữ ca sĩ Việt Nam
- 1947
  - Kiki Dee, ca sĩ người Anh
  - Dick Fosbury, vận động viên người Mỹ
  - Anna Maria Horsford, nữ diễn viên người Mỹ
  - Martin Kove, diễn viên người Mỹ
  - Teru Miyamoto, tác gia người Nhật Bản
  - Rob Reiner, diễn viên, diễn viên hài, nhà sản xuất phim người Mỹ
- 1949
  - Shaukat Aziz, thủ tướng Pakistan
  - Martin Buchan, cầu thủ bóng đá người Scotland
- 1951 – Gerrie Knetemann, vận động viên xe đạp người Đức (m. 2004)
- 1953
  - Jan Kjærstad, tác gia người Na Uy
  - Jacklyn Zeman, nữ diễn viên người Mỹ
- 1955 – Alberta Watson, nữ diễn viên người Canada
- 1958 – Eddie Deezen, diễn viên người Mỹ
- 1959
  - Saul Anuzis, chính khách người Mỹ
  - Tom Arnold, diễn viên, diễn viên hài người Mỹ
  - Michael Carmine, diễn viên người Mỹ (m. 1989)
- 1963 – D.L. Hughley, diễn viên hài, diễn viên người Mỹ
- 1964 – Madonna Wayne Gacy, nhạc sĩ người Mỹ
- 1966 – Alan Davies, diễn viên hài, diễn viên người Anh
- 1967 – Connie Britton, nữ diễn viên người Mỹ
- 1968 – Moira Kelly, nữ diễn viên người Mỹ
- 1969
  - Andrea Elson, nữ diễn viên người Mỹ
  - Tari Phillips, cầu thủ bóng rổ người Mỹ
  - Amy Pietz, nữ diễn viên người Mỹ
- 1970
  - Shane Brolly, diễn viên người Anh
  - Betty Boo, ca sĩ người Anh
- 1971
  - Sean Morley, đô vật Wrestling chuyên nghiệp người Mỹ
  - Darrick Martin, cầu thủ bóng rổ người Mỹ
- 1972
  - Terry Murphy, người chơi bi da người Bắc Ireland
  - Shaquille O'Neal, cầu thủ bóng rổ người Mỹ
- 1973 – Michael Finley, cầu thủ bóng rổ người Mỹ
- 1974 – Sebastian Siegel, diễn viên người Anh
- 1975 – Aracely Arambula, nữ diễn viên, ca sĩ người México
- 1976 – Ken Anderson, đô vật Wrestling chuyên nghiệp người Mỹ
- 1977
  - Giorgos Karagounis, cầu thủ bóng đá người Hy Lạp
  - Marcus Thames, vận động viên bóng chày người Mỹ
  - Huy Cường, diễn viên người Việt Nam
- 1978
  - Sage Rosenfels, cầu thủ bóng đá người Mỹ
  - Lara Cox, nữ diễn viên người Úc
- 1979
  - David Flair, đô vật Wrestling chuyên nghiệp người Mỹ
  - Erik Bedard, vận động viên bóng chày người Canada
- 1981 – Ellen Muth, nữ diễn viên người Mỹ
- 1983 – Andranik Teymourian, cầu thủ bóng đá người Iran
- 1984 – Becky, người dẫn chuyện giải trí người Nhật Bản
- 1985 – Albert Reed, người mẫu, người Mỹ
- 1986 – Eli Marienthal, diễn viên người Mỹ
- 1987 – Hannah Taylor-Gordon, nữ diễn viên người Anh
- 1988 – Agnes Carlsson, Ca sĩ người Thụy Điển
- 1992 – Tsugunaga Momoko, ca sĩ người Nhật Bản
- 1996 – Savanah Stehlin, nữ diễn viên người Mỹ

## Mất
- 1252 – Saint Rose of Viterbo, người được phong thánh người Ý (s. 1235)
- 1627 – Krzysztof Zbaraski, chính khách người Ba Lan (s. 1580)
- 1754 – Henry Pelham, thủ tướng Anh (s. 1694)
- 1796 – Guillaume Thomas François Raynal, nhà văn người Pháp (s. 1713)
- 1836 – Jim Bowie, người đi đầu trong lĩnh vực, người lính người Mỹ (s. 1796)
- 1860 – Justus Johann Friedrich Dotzauer, nghệ sĩ vĩ cầm, nhà soạn nhạc người Đức (s. 1783)
- 1888 – Louisa May Alcott, tiểu thuyết gia người Mỹ (s. 1832)
- 1895 – Camilla Collett, nhà văn, người theo thuyết nam nữ bình quyền người Na Uy (s. 1813)
- 1900 – Gottlieb Daimler, kĩ sư, nhà tư bản công nghiệp người Đức (s. 1834)
- 1933 – Anton Cermak, thị trưởng Chicago (s. 1873)
- 1939 – Ferdinand von Lindemann, nhà toán học người Đức (s. 1852)
- 1941 – Gutzon Borglum, nhà điêu khắc người Đan Mạch (s. 1867)
- 1950 – Albert Lebrun, tổng thống Pháp (s. 1871)
- 1951
  - Ivor Novello, diễn viên, nhạc sĩ, nhà soạn nhạc Wales (s. 1893)
  - Volodymyr Vynnychenko, chính khách, chính khách người Ukraina (s. 1880)
- 1961 – George Formby, diễn viên hài, ca sĩ người Anh (s. 1904)
- 1965 – Margaret Dumont, nữ diễn viên người Mỹ (s. 1889)
- 1967
  - John Haden Badley, tác gia, nhà sư phạm người Anh (s. 1865)
  - Nelson Eddy, ca sĩ, diễn viên người Mỹ (s. 1901)
  - Zoltán Kodály, nhà soạn nhạc người Hungary (s. 1882)
- 1969 – Nadya Rusheva, họa sĩ người Nga (s. 1952)
- 1970 – William Hopper, diễn viên người Mỹ (s. 1915)
- 1973 – Pearl S. Buck, nhà văn, giải thưởng Nobel người Mỹ (s. 1892)
- 1976 – Max 'Slapsie Maxie' Rosenbloom, võ sĩ quyền Anh, diễn viên người Mỹ (s. 1903)
- 1981 – George Geary, cầu thủ cricket người Anh (s. 1893)
- 1982 – Ayn Rand, tác gia người Nga (s. 1905)
- 1984
  - Đoàn Văn Quảng, Thiếu tướng Quân Lực Việt Nam Cộng hòa (s.1923)
  - Henry Wilcoxon, diễn viên người Dominica (s. 1905)
- 1986 – Georgia O'Keeffe, nghệ sĩ người Mỹ (s. 1887)
- 1997
  - Cheddi Jagan, tổng thống Guyana (s. 1918)
  - Michael Manley, thủ tướng Jamaica (s. 1924)
- 1998 – Frank Barrett, vận động viên bóng chày người Mỹ (s. 1913)
- 1999 – Dennis Viollet, cầu thủ bóng đá nguyên (s. 1933)
- 2000 – John Colicos, diễn viên người Canada (s. 1928)
- 2001
  - Kim Walker, nữ diễn viên người Mỹ (s. 1968)
  - Ngọc Lan, ca sĩ hải ngoại người Việt (s. 1956)
- 2002
  - Bryan Fogarty, vận động viên khúc côn cầu trên băng người Canada (s. 1969)
  - John Sanford, tác gia người Mỹ (s. 1904)
- 2004
  - Frances Dee, nữ diễn viên người Mỹ (s. 1909)
  - Ray Fernandez, đô vật Wrestling chuyên nghiệp người Mỹ (s. 1957)
- 2005
  - Hans Bethe, nhà vật lý, giải thưởng Nobel người Đức (s. 1906)
  - Danny Gardella, vận động viên bóng chày người Mỹ (s. 1920)
  - Teresa Wright, nữ diễn viên người Mỹ (s. 1918)
- 2006
  - Anne Braden, nhà đấu tranh cho nhân quyền người Mỹ (s. 1924)
  - King Floyd, nhạc sĩ người Mỹ (s. 1945)
  - Kirby Puckett, vận động viên bóng chày người Mỹ (s. 1960)
- 2007 – Ernest Gallo, nhà sản xuất rượu nho, người Mỹ (s. 1909)
- 2016 – Nancy Reagan (s. 1921)
- 2025 – Quý Bình, diễn viên người Việt Nam (s. 1983)